# Pycnarmon cribrata
Pycnarmon cribrata là một loài bướm đêm trong họ Crambidae.